# Diplobatis colombiensis
Diplobatis colombiensis — вид скатов рода диплобатисов семейства лат. Narcinidae отряда электрических скатов. Это хрящевые рыбы, ведущие донный образ жизни, с крупными, уплощёнными грудными плавниками в форме диска и с длинным хвостом. Они способны генерировать электрический ток. Обитают в центрально-западной части Атлантического океана на глубине до 100 м. Максимальная зарегистрированная длина 17 см. 

## Таксономия
Впервые вид был научно описан в 1984 году. Голотип представляет собой самку длиной 14,9 см, пойманную на северо-западном побережье Колумбии(9°51′ с. ш. 76°09′ з. д.) на глубине 98 м. Паратипы: два самца длиной 12,9 и 13,4 см, пойманные там же. Вид назван по географическому месту поимки голотипа. Дорсальная поверхность тела, плавников и хвоста этих скатов довольно симметрично покрыта мелкими и крупными коричневыми пятнами, что отличает их от симпатрического венесуэльского диплобатиса. 

## Ареал
Diplobatis colombiensis обитают на ограниченной территории в центрально-западной части Атлантического океана в Карибском море у побережья Колумбии. Эти скаты встречаются на континентальном шельфе на глубине от 30 до 100 м. Они предпочитают песчаное или илистое дно, покрытое коралловыми рифами. Для их среды обитания характерна ограниченная изменчивость солёности. 

## Описание
У этих скатов овальные и закруглённые грудные диски и довольно длинный хвост. Имеются два спинных плавника. У основания грудных плавников сквозь кожу проглядывают электрические парные органы в форме почек. Дорсальная поверхность тела, плавников и хвоста покрыта многочисленными пятнами разного размера. Максимальная зарегистрированная длина 17 см.

## Биология
Диплобатисы являются медлительными донными рыбами. Они способны генерировать электрический ток средней силы. Размножаются яйцеживорождением, эмбрионы вылупляются из яиц в утробе матери. Самцы достигают половой зрелости при длине около 10 см.

## Взаимодействие с человеком
Эти скаты иногда попадаются в качестве прилов при коммерческом промысле креветок методом траления. Международный союз охраны природы присвоил этому виду статус «Уязвимый».